# Hezekiél Sepeng
Hezekiél Sepeng (* 30. Juni 1974 in Potchefstroom) ist ein südafrikanischer Mittelstreckenläufer. In seiner Spezialdisziplin, dem 800-Meter-Lauf, gewann er seit Mitte der 1990er Jahre mehrere Medaillen bei internationalen Höhepunkten.
Hezekiél Sepeng begann mit der Leichtathletik als Leistungssport im Alter von 17 Jahren und konnte nach der politischen Wende in Südafrika an internationalen Wettbewerben teilnehmen. Bei den Commonwealth Games 1994 wurde er Zweiter im 800-Meter-Lauf, und er war damit der erste schwarze Südafrikaner, der überhaupt eine Medaille bei internationalen Wettbewerben gewann.
Bei den Olympischen Spielen 1996 in Atlanta errang er die Silbermedaille. Er war der erste schwarze Südafrikaner, der eine olympische Medaille gewann.
Wieder die Silbermedaille gewann er bei den Weltmeisterschaften 1999 in Sevilla. Eine Verletzung in der darauffolgenden Saison warf ihn stark zurück, und er benötigte einige Zeit, bis er wieder in die Weltspitze vorstieß. Bei den Olympischen Spielen 2000 in Sydney wurde ihm die Ehre zuteil, bei der Eröffnungsfeier die Fahne Südafrikas zu tragen. Sein Rennen beendete er jedoch unglücklich als Vierter. Der Deutsche Nils Schumann wurde Olympiasieger.
Die Zeit seiner ganz großen Erfolge war damit vorbei. Bei den Weltmeisterschaften 2003 in Paris wurde er Siebter und auch bei den Olympischen Spielen 2004 in Athen sollte es nur für das Finale reichen, jedoch nicht mehr für eine Medaille.
Anfang 2005 wurde Sepeng positiv auf das Doping-Mittel Nandrolon getestet und für zwei Jahre gesperrt.
Hezekiél Sepeng hat bei einer Größe von 1,78 m ein Wettkampfgewicht von 58 kg.

## Persönliche Bestzeiten
- 400 m: 46,50 s, 26. Juni 2003, Potchefstroom
- 600 m: 1:15,13 min, 10. September 2000, Runaway Bay (Australien)
- 800 m: 1:42,69 min, 3. September 1999, Brüssel
- 1000 m: 2:16,47 min, 1. August 2000, Stockholm
- 1500 m: 3:38,24 min, 12. April 1996, Kapstadt
- 1 Meile: 3:57,33 min, 16. Februar 1996, Stellenbosch